# Dogs of War (Saxon)
Dogs of War è il dodicesimo album dei Saxon, uscito nel 1995 per l'Etichetta discografica Mayhem Records.

## Il disco
È il disco d'addio del fondatore Graham Oliver, deluso della nuova direzione musicale intrapresa dal gruppo (più dura seppur nel rispetto della melodia), e sostituito prima dell'inizio della tournée dal vicino di casa di Nigel Glockler, Doug Scarrat.

## Tracce
1. Dogs of War (Lyrics: Byford/Glockler; Music: Saxon) - 4:36
2. Burning Wheels (Lyrics: Byford/Glockler; Music: Saxon) - 4:10
3. Don't Worry (Lyrics: Byford/Glockler; Music: Saxon) - 5:17
4. Big Twin Rolling (Coming Home) (Lyrics: Byford/Glockler; Music: Saxon) - 5:23
5. Hold on (Lyrics: Byford/Glockler; Music: Saxon) - 4:31
6. The Great White Buffalo (Lyrics: Byford/Glockler; Music: Saxon) - 5:52
7. Demolition Alley (Lyrics: Byford/Glockler; Music: Saxon) - 6:09
8. Walking Through Tokyo (Lyrics: Byford/Glockler; Music: Saxon) - 5:50
9. Give It All Away (Lyrics: Byford/Glockler; Music: Saxon) - 4:03
10. Yesterday's Gone (Lyrics: Byford/Glockler; Music: Saxon) - 3:43

## Formazione
- Biff Byford - voce
- Graham Oliver - chitarra
- Paul Quinn - chitarra
- Nibbs Carter - basso
- Nigel Glockler - batteria